# El mariachi
El mariachi è un film del 1992, scritto, diretto e prodotto da Robert Rodriguez, primo capitolo della Trilogia del Mariachi.
È un film a basso costo prodotto con un budget di soli 7.000 dollari e girato al confine settentrionale della città messicana di Ciudad Acuña, completamente in spagnolo, usando principalmente attori non professionisti. Inizialmente venne distribuito per il mercato ispanofono, senza che Rodriguez ritenesse possibile un'edizione americana; tuttavia ai dirigenti della Columbia Pictures il film piacque così tanto che comprarono i diritti per la distribuzione negli Stati Uniti e decisero in seguito di finanziare i due seguiti, Desperado e C'era una volta in Messico.

## Trama
Un mariachi viaggia per il Messico in cerca di lavoro. Il suo sogno è quello di diventare un grande mariachi come suo padre, suo nonno e suo bisnonno prima di lui. Nel suo viaggio arriva nella piccola città di Acuña dove inizia immediatamente a cercare lavoro. Incapace di trovare un impiego, il Mariachi, decide di riposare in un motel rimandando al giorno successivo la sua ricerca.
Nella stessa città è appena evaso dal carcere Azul, un criminale che sta cercando vendetta contro il boss cittadino, Moco, perché a lui debitore di una parte di profitti criminali che gli spettavano. Azul inizia così a colpire gli uomini di Moco usando armi nascoste in una custodia per chitarra. Moco, l'unico in grado di riconosce Azul, manda i suoi uomini alla ricerca del finto mariachi per ucciderlo ma essi scambiano il protagonista per Azul in quanto entrambi portano con sé una chitarra. Il Mariachi, costretto a difendersi, uccide quattro degli uomini di Moco e cerca rifugio in un bar, la cui proprietaria è Domino. La ragazza ascolta la storia del Mariachi e prova ad aiutarlo, tra i due nasce anche qualcosa.
A causa di uno scambio di custodie, tra quella di Azul e quella del Mariachi, il primo, catturato dagli uomini di Moco, riesce a salvarsi la vita mostrando che nella sua custodia è veramente presente una chitarra. Lasciato andare Azul, gli uomini di Moco catturano ora il Mariachi ma, una volta mostrato al boss, viene liberato accorgendosi dello scambio di persona. Azul si reca nel locale di Domino per ottenere nuovamente la sua custodia per dirigersi da Moco. La ragazza, credendo il Mariachi ancora nelle mani di Moco, si offre di accompagnare Azul alla villa del boss.
Arrivati al ranch di Moco, egli capisce che Domino si è innamorata del Mariachi e in uno scatto d'ira spara sia a lei che ad Azul. Anche il Mariachi, per seguire Domino, si reca alla villa del boss ma quando arriva trova la donna che ama uccisa. Moco, ancora accecato dall'ira, spara alla mano sinistra del Mariachi in modo da rendere irrealizzabile il suo sogno di divenire un grande suonatore. Il Mariachi afferra la pistola di Azul e uccide Moco, vendicando la morte della sua amata. Sparisce infine in sella ad una moto con un pitbull, entrambi appartenenti a Domino, e il suo nuovo fodero per chitarra.

## Produzione
Il film è costato interamente circa 7000 dollari, di cui quasi metà venne ottenuto dal lavoro come cavia che il regista svolgeva in Texas. A causa del budget limitato del film il regista cercò di risparmiare su ogni singolo dettaglio. La storia della produzione de El Mariachi ispirò Rodriguez a scrivere il libro Rebel Without a Crew: Or How a 23-Year-Old Filmmaker With $7,000 Became a Hollywood Player. Inoltre negli extra del DVD del film è inserito 10 Minute Film School, un documentario che spiega come fare un film a basso costo prendendo d'esempio El Mariachi, trovando anche l'occasione di parlare dei retroscena del film e di quali espedienti abbia usato per far sembrare il film di produzione più alta.
In questo documentario Robert Rodriguez racconta, ad esempio, che ogni scena nel film venne girata una sola volta, tanto che alcuni errori vennero mantenuti nel montaggio finale: la caduta della pistola del Mariachi per terra nella scena finale ne è un esempio. Per contenere il budget, è stata usata una sola custodia per chitarra e l'intero film è stato girato utilizzando per l'illuminazione due sole lampade acquistate in un centro commerciale. Infine l'arma da fuoco tenuta dal Mariachi nella copertina del DVD, un MAC-10 equipaggiato con silenziatore, era di proprietà di un poliziotto della zona.

## Accoglienza
Il film fu un successo sul piano commerciale e artistico, che ispirò una nuova ondata di giovani produttori, i futuri finanziatori di successi come Clerks - Commessi e The Blair Witch Project - Il mistero della strega di Blair. Lo stesso regista divenne famoso a livello internazionale, giungendo a girare film tipicamente hollywoodiani come The Faculty e Sin City.

## Riconoscimenti
El Mariachi vinse diversi premi internazionali a festival di film indipendenti, come il Sundance Film Festival e il Festival del cinema americano di Deauville.
- 1994 - Independent Spirit Awards
  - Miglior film d'esordio

Nel 2011 è stato scelto per essere conservato nel National Film Registry della Biblioteca del Congresso degli Stati Uniti.